# Naissance en 943
Naissance
- 939
- 940
- 941
- 942
- 943
- 944
- 945
- 946
- 947

Edgar le Pacifique, né en 943.

Cette page dresse une liste de personnalités nées au cours de l'année 943 :
- Izz ad-Dawla Bakhtiyar, deuxième émir bouyide d'Irak.
- Mathilde de France, reine de Bourgogne.
- Ibn Zura, médecin et un philosophe arabe.

date incertaine (vers 943)
- Edgar le Pacifique, roi d'Angleterre.
- Emma de France, fille de Hugues le Grand, sœur de Hugues Capet.

## Crédit d'auteurs
- Cet article est partiellement ou en totalité issu de l'article intitulé « 943 » (voir la liste des auteurs).